# Real Normanna
El Real Normanna es un club de fútbol de Italia, con sede en Aversa, en Campania. Fue fundado en 1925 y refundado varias veces. Compite en la Serie D, cuarta categoría del fútbol italiano.

## Historia

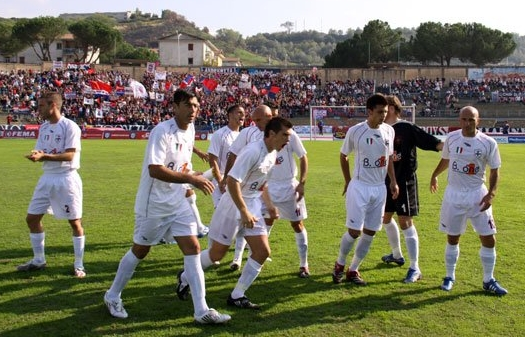
Aversa Normanna en la temporada 2008-09.

Fue fundado en el año 1925 con el nombre de Unione Sportiva Aversana en Aversa, ciudad entre Nápoles y Caserta. En el 2005, asumió el nombre de San Felice Aversa Normanna como homenaje al Condado normando de Aversa del siglo XI.
Fue un equipo desconocido hasta la temporada 2007/08, año en que obtuvieron el ascenso directo a la cuarta división italiana por primera vez en su historia tras ganar el Grupo H de la Serie D (que en ese entonces correspondía a la quinta división); en la misma temporada ganaron el título general de la Serie D como el mejor equipo de los nueve grupos de la categoría.
En 2019 la San Felice Aversa Normanna renunció a inscribirse en el campeonato de Promozione. Paralelamente, el D.S.S. Casale di Casal di Principe se cambió el nombre a A.S.D. Real Agro Aversa. El club finalizó primero en el grupo A de Promozione Campania, en la temporada 2019-20, ascendiendo a la Eccellenza Campania. Sin embargo, el mismo año compró los derechos deportivos del Tre Pini Matese de Piedimonte Matese, lo que le dio la oportunidad de inscribirse en la Serie D.

## Palmarés

### Torneos nacionales
- Serie D (1): 2007-08
- Copa Italia Serie D (1): 2006-07

### Torneos interregionales
- Serie D (1): 2007-08 (Grupo H)

### Torneos regionales
- Prima Divisione Campania (1): 1951-52 (Grupo C)
- Promozione Campania (3): 1987-88 (Grupo A), 2003-04 (Grupo A), 2019-20 (Grupo A)
- Prima Categoria Campania (3): 1977-78, 1980-81, 1983-84
- Seconda Categoria Campania (2): 1965-66, 1969-70 (Grupo A)
- Terza Categoria Campania (1): 1964-65